# Jean Odon Debeaux
Jean Odon Debeaux, född 4 augusti 1826 i Agen, Lot-et-Garonne, död 20 februari 1910 i Toulouse, var en fransk apotekare, botaniker och malakolog. 
Auktorsnamnet Debeaux kan användas för Jean Odon Debeaux i samband med ett vetenskapligt namn inom botaniken; se Wikipediaartiklar som länkar till auktorsnamnet.

## Verk (i urval)
- Catalogue des plantes observées dans le territoire de Boghar, (1861).
- Essai sur la pharmacie et la matière médicale des Chinois, (1865).
- Algues marines récoltées en Chine pendant l'expédition francaise de 1860-1862, (1875).
- Florule du Tché-foû (province de Chan-tong) (1877).
- Recherches sur la flore des Pyrénées-Orientales, (1878–80).
- Contributions à la flore de la Chine, (1879).
- Révision de la Flore agenaise ; suivie de la flore du Lot-et-Garonne, (1889).
- Synopsis de la flore de Gibraltar, (1889), med Gustave Dautez.